# پرجنیه

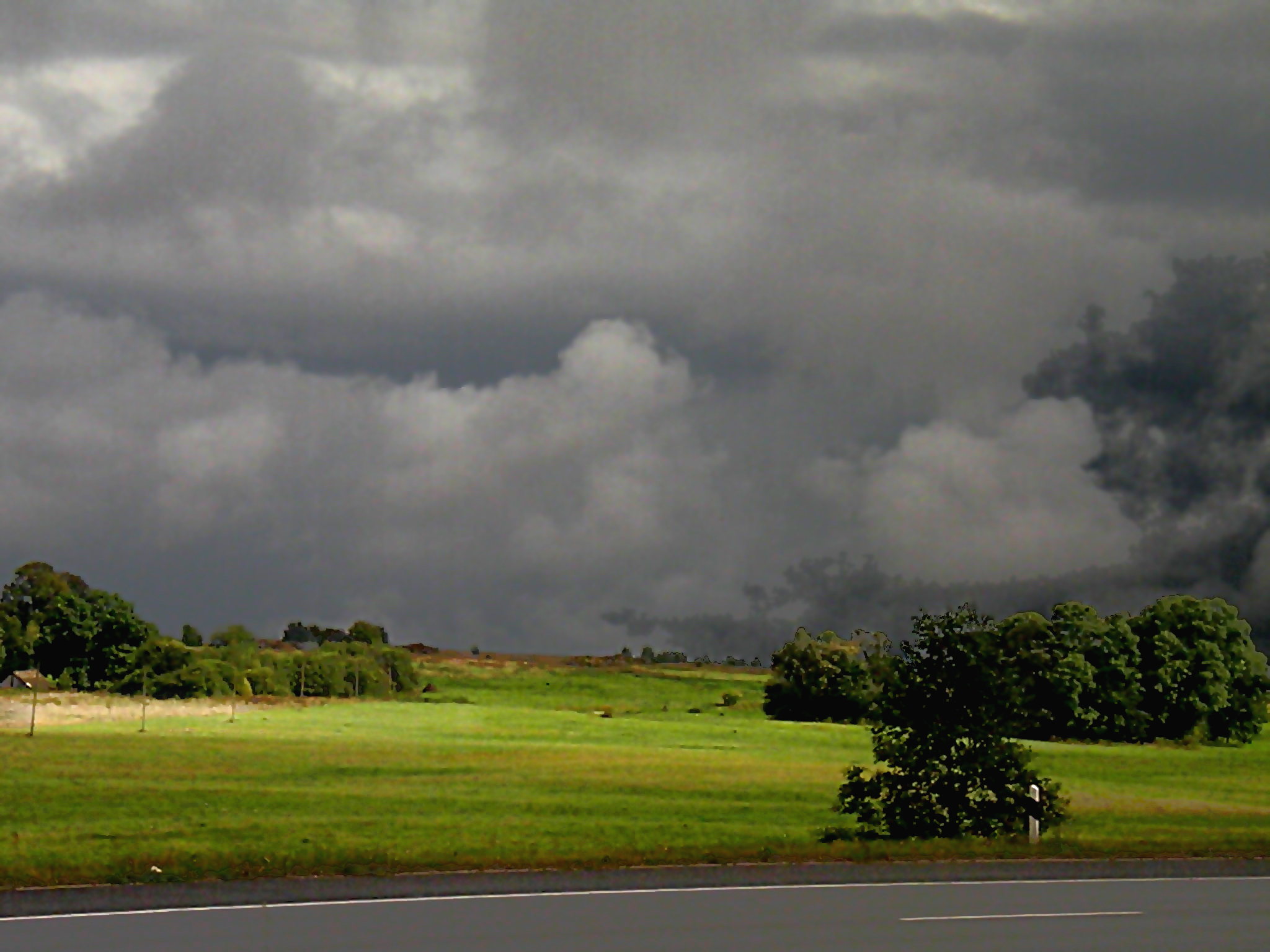
عکسی که به صورت تلویحی نشان دهنده پرجنیه است.

پرجنیه (سانسکریت: पर्जन्य) طبق مطالب ودا، خدای باران، تندر، آذرخش و بارورکنندهٔ زمین است. پرجنیه لقب دیگر ایندرا، خدای ودایی آسمان و بهشت است. 

## شرح
پنداشته می‌شود که پرجنیه، پستان گاو و آذرخش، نوک پستان گاو-باران است، بنابراین باران نمایانگر شیر او است.